# Nodozana boudinoti
Nodozana boudinoti är en fjärilsart som beskrevs av Christian Gibeaux 1983. Nodozana boudinoti ingår i släktet Nodozana och familjen björnspinnare. Inga underarter finns listade i Catalogue of Life.